# Cestrum wrightianum
Cestrum wrightianum là loài thực vật có hoa trong họ Cà. Loài này được P.Wilson mô tả khoa học đầu tiên năm 1920.